# Piricse
Piricse község Szabolcs-Szatmár-Bereg vármegyében, a Nyírbátori járásban.

## Fekvése
A vármegye és a Nyírség délkeleti részén helyezkedik el, Nyírbátor szomszédságában, a város központjától mintegy 10 kilométerre délre. A további szomszédos települések: északkelet felől Nyírpilis, kelet felől Bátorliget, délkelet felől Ömböly, dél felől Nyírbéltek, délnyugat felől Encsencs, északnyugat felől pedig Nyírbogát.
A környező fontosabb települések közül Mátészalka 28, Vállaj 21, Bátorliget 11, Nyírpilis pedig 3,5 kilométer távolságra található.

### Megközelítése
Csak közúton érhető el, a Nyírbátortól Nyírábrányig húzódó 4906-os úton. Nyírpilissel a 49 129-es, Encsenccsel a 49 131-es számú mellékút kapcsolja össze.

## Története
A település és környéke már az újkőkor óta lakott helynek számít, az itt talált régészeti leletek alapján.
Piricse nevét az oklevelekben 1299-ben említik először írásos alakban.
A 14. századból már ismerjük tulajdonosa nevét is, ekkor Petrus de Piriche nevű kisnemesi család birtoka. A 16–17. században több rokon kisnemesi család: a Görbedi, Palotai, Bogáti családok birtoka, de a Görbedi családbeliek az ekkortájt Nagypiricsének nevezett falu mellett Kispiricsét is birtokolták már a 16. században is.
A 17. században a település nagy része a Vay családbeliek birtoka, melyet a szatmári béke után akkori tulajdonosától, II. Rákóczi Ferenc udvari főkapitányától – Vay Ádámtól elkoboznak, majd  Kércsy Sándor és Jósa István vásárolja meg.
A 18. században újra a Vay család birtoka a település egy része, majd a jobbágyfelszabadítás után a gróf Erős család, Gencsy család, és báró Horváth családok lettek birtokosai.
1922-től a település a nyírbátori járás körjegyzősége a hozzá tartozó környező településekkel együtt. 1950-től Nyírpilissel együtt, mint közös tanácsú község szerepel. 1989-től Nyírbátor vonzáskörzetéhez tartozó település. 1990-től önálló önkormányzattal rendelkező település.

## Közélete

### Polgármesterei
- 1990–1994: Páll Antal (KDNP-MDF)[3]
- 1994–1998: Hatvani Gyula (független)[4]
- 1998–2002: Hatvani Gyula (független)[5]
- 2002–2006: Hatvani Gyula (független)[6]
- 2006–2010: Orosz László (Fidesz-KDNP-Kisgazda Polgári Egyesület-VP)[7]
- 2010–2014: Orosz László (Fidesz-KDNP)[8]
- 2014–2019: Orosz László (Fidesz-KDNP)[9]
- 2019–2024: Orosz László (Fidesz-KDNP)[10]
- 2024– : Orosz László (Fidesz-KDNP)[1]

A településen a 2002. október 20-án megtartott önkormányzati választás érdekessége volt, hogy az országos átlagot jóval meghaladó számú, összesen 7 polgármesterjelölt indult. Ilyen nagy számú jelöltre abban az évben az egész országban csak 24 település lakói szavazhattak, ennél több (8 vagy 10) aspiránsra pedig hét másik településen volt példa.

## Népesség
A település népességének változása:
| Lakosok száma | 1810 | 1802 | 1834 | 1805 | 1817 | 1906 | 1933 |
|               | 2013 | 2014 | 2015 | 2021 | 2022 | 2023 | 2024 |

2001-ben a település lakosságának 94,5%-a magyar, 5,5%-a cigány nemzetiségűnek vallotta magát.
A 2011-es népszámlálás során a lakosok 78,6%-a magyarnak, 16,4% cigánynak, 0,2% németnek mondta magát (20,9% nem nyilatkozott; a kettős identitások miatt a végösszeg nagyobb lehet 100%-nál). A vallási megoszlás a következő volt: római katolikus 9,3%, református 30,9%, görögkatolikus 23%, felekezeten kívüli 3,3% (33,3% nem válaszolt).
2022-ben a lakosság 93,1%-a vallotta magát magyarnak, 4,2% cigánynak, 0,2-0,2% németnek, románnak és ruszinnak, 0,1-0,1% örménynek, lengyelnek, bolgárnak és szlovénnek, 0,3% egyéb, nem hazai nemzetiségűnek (6,8% nem nyilatkozott; a kettős identitások miatt a végösszeg nagyobb lehet 100%-nál). Vallásuk szerint 4,2% volt római katolikus, 25% református, 14,3% görög katolikus, 0,1% egyéb keresztény, 2,5% felekezeten kívüli (53,9% nem válaszolt).

## Nevezetességei
- Műemlék  református temploma  román stílusban épült, a 13. században. Alaprajzának jellegzetessége, hogy hajóinak falai nem futnak párhuzamosan, hanem a szentély felé szűkülnek.

A templom belső berendezése késő barokk stílusú, a 19. század elejéről való.
Orgonáját 1936-ban Váradi Miklós építette.
Érdekességek még a templom felszerelései között található ón tárgyak: 1725-ből való ón tányér, 1729-ből való ón kancsó, 1824-ből valóón kehely, és úrasztali terítője is, mely 1728-ban készült.
- A falu római katolikus temploma  1801-ben épült a Szentháromság tiszteletére. Az egyhajós, félköríves szentélyű  téglaépületnek nincs tornya. A templom déli oldala mellett áll az 1791-ben épített, műemlék jellegű fa harangláb , aminek külön érdekessége, hogy nem használtak hozzá vasszöget. A harangláb 321 és 99 kg-os harangjait Sopronban, 1929-ben öntötte Seltenhofer Frigyes.
- A görögkatolikus templom jelenlegi épülete 1870-ben épült, védőszentje Szent Miklós.  Az előtte itt álló 1779-ben épített templom és plébánia fa építésű volt.
- A Júlia-liget Magyarország legnagyobb tőzegmohás babérfüzes nyírlápja (Saliceto pentandrae-Betuletum pubescentis és Betulo pubescenti-Sphagnetum). Legfontosabb növényritkasága a réti angyalgyökér (Angelica palustris).

### Híres szülöttei
- Fedics Mihály (1851–1938), a nagy mesemondó.
- Vadon Irén elismert jazz énekesnő. A budapesti Jazz Garden Club alapítója.

## Külső hivatkozások
- Piricse honlapja
- Piricse az utazom.com honlapján
- A Nyírség (Nyírségense) Archiválva 2009. május 4-i dátummal a Wayback Machine-ben